# Stig Järrel
Stig Karl Olof Ohlson (beter bekend als Stig Järrel) (Malmberget, 8 februari 1910 – Monte Carlo, 1 juli 1998) was een Zweeds acteur en regisseur.

## Biografie
Stig Järrel studeerde aan de toneelschool van het Kungliga Dramatiska Teatern, de koninklijke schouwburg van Stockholm. Hij debuteerde in 1930 als theateracteur. Tussen 1935 en 1967 speelde hij mee in 136 Zweedse films. Daarvan zijn De kwelling (1944) van Alf Sjöberg en Het oog van de duivel (1960) van Ingmar Bergman internationaal wellicht de bekendste. Hij regisseerde zelf ook twee films.
In 1982 ontving Järrel de Zweedse koninklijke onderscheiding Litteris et Artibus.
Na zijn pensioen ging hij wonen aan de Franse Rivièra. Hij stierf in 1998 in Monaco.

## Filmografie (selectie)
- 1940: Med dej i mina armar
- 1941: Första divisionen
- 1942: Lyckan kommer
- 1943: Det brinner en eld
- 1944: Kungajakt
- 1944: Excellensen
- 1944: Den osynliga muren
- 1944: Hets (Nederlands: De kwelling))
- 1945: Fram för lilla Märta
- 1946: Iris och löjtnantshjärta
- 1946: I dödens väntrum
- 1946: Det är min modell
- 1946: Peggy på vift
- 1947: Onda ögon (ook regisseur)
- 1947: Tappa inte sugen
- 1948: Var sing väg
- 1948: Sjätte budet (ook regisseur)
- 1949: Pippi Langkous
- 1950: Den vita katten
- 1950: Fästmö uthyres
- 1951: Dårskapens hus
- 1952: Säg det med blommor
- 1954: Karin Månsdotter
- 1956: Ratataa
- 1957: Med glorian på sned
- 1959: Fröken Chic
- 1960: Djävulens ögan (Nederlands: Het oog van de duivel)
- 1960: Kärlekens decimaler
- 1961: Ljuvlig är sommarnatten
- 1961: Lustgården